# Тад-Магитлинский сельсовет
Тад-Магитлинский сельсовет — административно-территориальная единица и муниципальное образование со статусом сельского поселения в Ахвахском районе Дагестана Российской Федерации.
Административный центр — село Тад-Магитль.

## Население
| 2002  | 2010  | 2012  | 2013  | 2014  | 2015  | 2016  |
| ----- | ----- | ----- | ----- | ----- | ----- | ----- |
| 2122  | ↗2236 | ↗2251 | ↗2282 | ↗2306 | ↗2357 | ↗2405 |
| 2017  | 2018  | 2019  | 2020  | 2021  | 2023  | 2024  |
| ↗2455 | ↗2491 | ↗2518 | ↗2552 | ↘1311 | ↗1348 | ↗1385 |
| 2025  |       |       |       |       |       |       |
| ↗1423 |       |       |       |       |       |       |

## Состав
| № | Населённый пункт | Тип населённого пункта       | Население |
| - | ---------------- | ---------------------------- | --------- |
| 1 | Кванкеро         | село                         | ↘244      |
| 2 | Тад-Магитль      | село, административный центр | ↘609      |
| 3 | Цвакилколо       | село                         | ↘458      |